# クリス・カーター (1986年生の外野手)
バーノン・クリストファー・カーター（Vernon Christopher "Chris" Carter, 1986年12月18日 - ）は、アメリカ合衆国カリフォルニア州サンマテオ郡レッドウッドシティ出身のプロ野球選手（一塁手、左翼手、指名打者）。右投右打。メキシカンリーグのカンペチェ・パイレーツ所属。

## 経歴

### プロ入りとホワイトソックス傘下時代
2005年のMLBドラフト15巡目（全体455位）でシカゴ・ホワイトソックスから指名され、プロ入り。

### アスレチックス時代

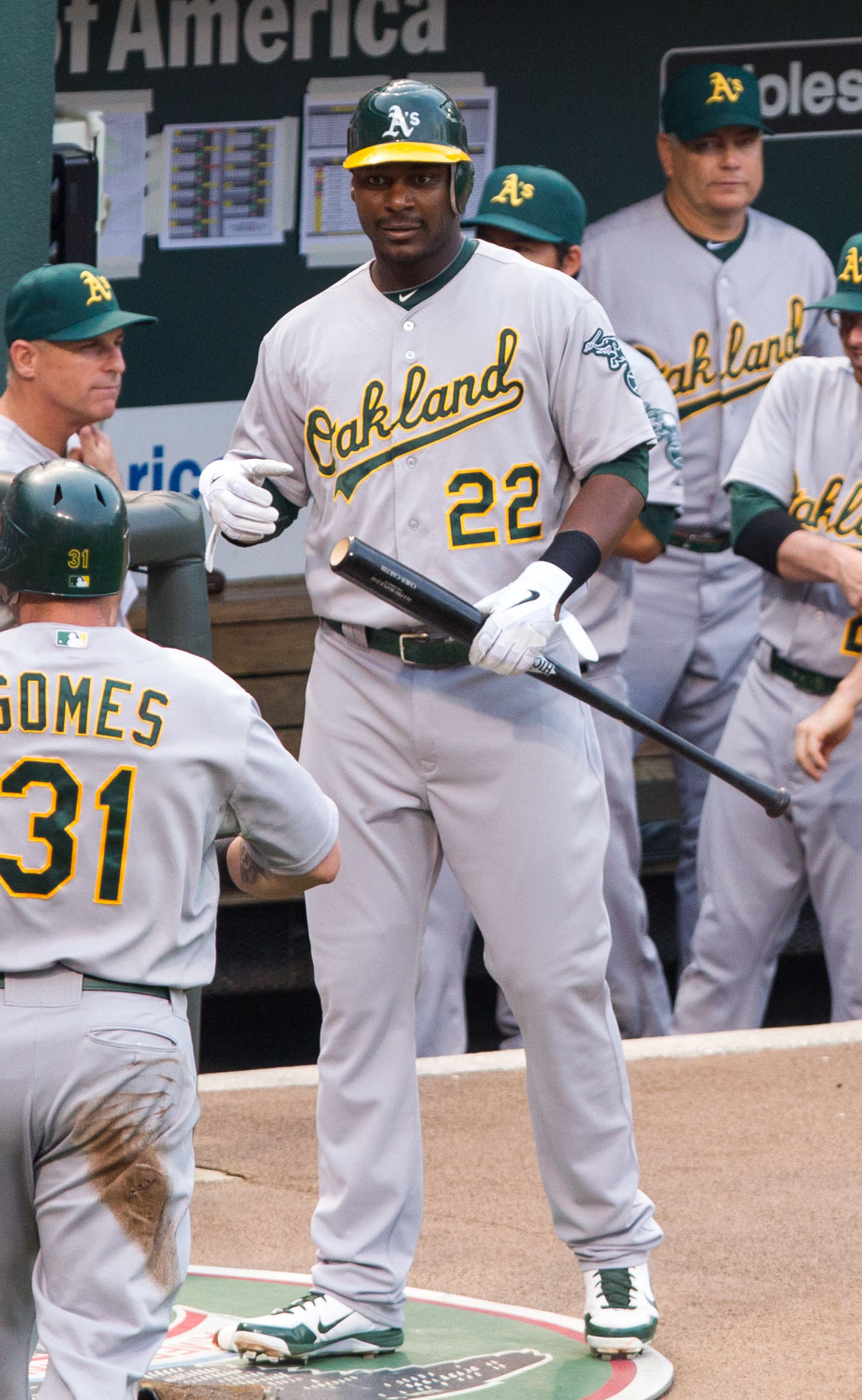
オークランド・アスレチックス時代
（2012年7月27日）

2007年12月3日にカルロス・クエンティンとのトレードで、アリゾナ・ダイヤモンドバックスへ移籍した。12月14日にダイヤモンドバックス、シカゴ・ホワイトソックス、オークランド・アスレチックスとの間で三角トレードが行われ、今度はアスレチックスへ移籍した。
2008年は傘下のA+級ストックトン・ポーツで39本塁打、104打点。2009年は主にAA級ミッドランド・ロックハウンズでプレーし、終盤にはAAA級サクラメント・リバーキャッツへ昇格。合計で打率.329、28本塁打、115打点、OPS.992を記録した。オフには、ベースボール・アメリカ誌選定の有望株ランキングにおいて、マイナー全体で28位の高評価を受けた。
2010年は主にAAA級サクラメントでプレー。打率.258ながら31本塁打を放ち、8月9日のシアトル・マリナーズ戦でメジャーデビュー。しかし、20打席無安打のまま、一旦降格した。9月のロースター拡大に伴って再昇格した後も安打が出ず、メジャー歴代ワースト記録にあと2つ迫るデビューから33打席無安打（1四球）となっていたが、9月20日のマリナーズ戦で待望のメジャー初安打を放った。9月22日のホワイトソックス戦では、エドウィン・ジャクソンからメジャー初本塁打を放った。
2011年もAAA級サクラメントでスタートしたが、4月22日に左手首を痛め、6月4日まで故障者リストに入った。6月23日にジョシュ・ウィリンガムの故障者リスト入りによってメジャーへ昇格したが、10試合に出場しただけでマイナーへ降格となった。9月に再昇格したが、結果を残すことはできず、前年を下回る成績に終わった。
2012年はシーズン途中にメジャーに昇格し、ブランドン・モスとのツープラトン起用ながら218打数で16本塁打の成績を残した。

### アストロズ時代

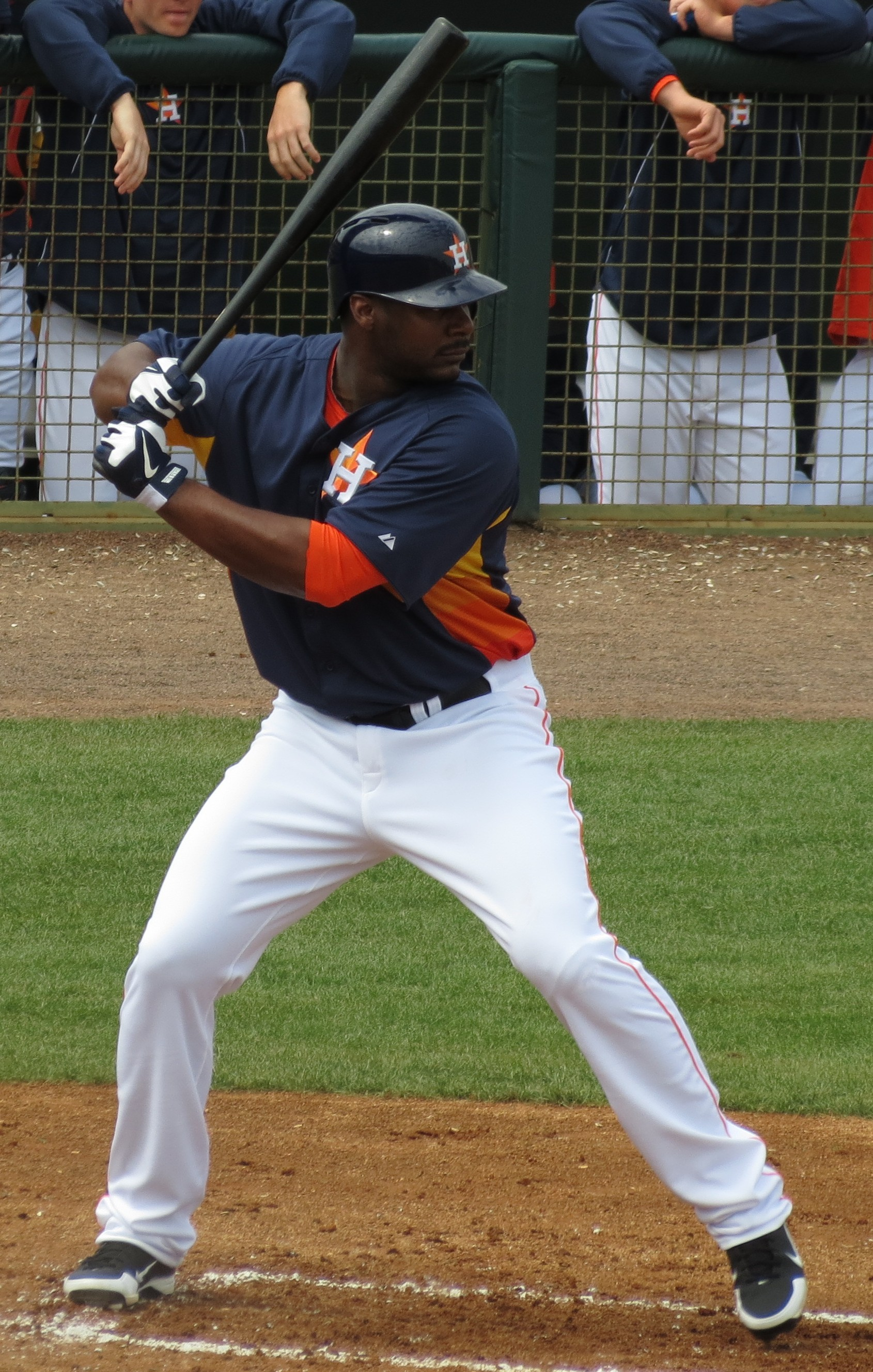
2013年3月1日:

2013年2月4日にジェド・ラウリー、フェルナンド・ロドリゲスとの3対2のトレードで、ブラッド・ピーコック、マックス・スタッシと共にヒューストン・アストロズへ移籍。3月31日の開幕戦では、「3番・左翼手」で開幕スタメンを果たした。開幕から出場を続け、自身最多の29本塁打を放った一方で、史上4人目の200三振となる212三振を記録した。またこの数は、アメリカンリーグ歴代2位の記録となった。
2014年は、打率こそ2年連続で.220台（.227）に終わったものの、自身初の30本塁打以上となる37本塁打（リーグ2位）を放ち、シーズン終盤までネルソン・クルーズ（ボルチモア・オリオールズ）と本塁打王を競った。特にオールスター以降、64試合で18本塁打と量産した。また三振を30個減らした。初球打ちでは打率.322、6本塁打を記録した。また、得点圏では打率.270、53打点という成績を記録した。オフの11月7日に日米野球2014のMLB選抜に選出された事が発表された。
2015年1月15日にアストロズと417万5000ドルの1年契約に合意した。一塁手のレギュラーとして129試合に出場した。3年ぶりに規定打席に届かなかったが、24本塁打を放って通算100本塁打を達成した。12月3日にノンテンダーFAとなった。

### ブルワーズ時代

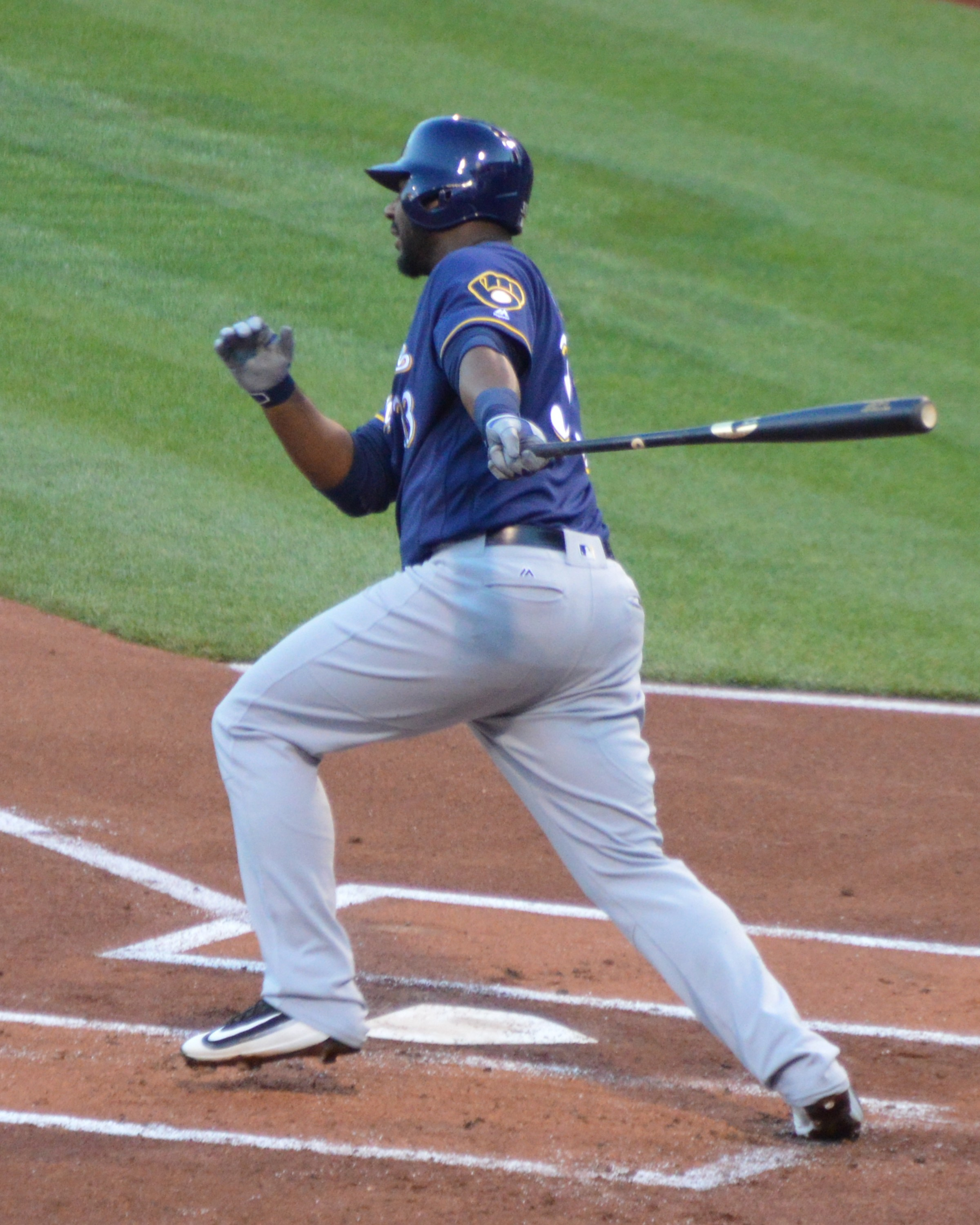
2016年4月16日

2016年1月6日にミルウォーキー・ブルワーズと1年契約を結んだ。シーズンではキャリア2回目の200三振超えを記録し、リーグ最多の160試合に出場し41本塁打を記録。ノーラン・アレナドと並んでナショナルリーグの最多本塁打のタイトルを獲得した。11月29日、エリック・テイムズとの契約によりブルワーズの40人枠から外れた。

### ヤンキース時代
2017年2月7日にニューヨーク・ヤンキースと年俸300万ドル、サイン・ボーナス50万ドル、インセンティブ最大50万ドルの1年契約で合意したと報じられ、16日に正式に契約した。6月24日に成績不振により戦力外となり、6月28日に40人枠を外れ、AAA級スクラントン・ウィルクスバリ・レイルライダースへ降格したが、翌29日に再度メジャー契約を結びアクティブ・ロースター入りした。7月5日に再度DFAとなり、7月10日に自由契約となった。

### アスレチックス傘下時代
2017年7月21日にオークランド・アスレチックスとマイナー契約を結び、傘下のAAA級ナッシュビル・サウンズへ配属された。

### エンゼルス傘下時代
2018年2月18日にロサンゼルス・エンゼルスとマイナー契約を結んだ。

### ツインズ傘下時代
2018年5月22日に金銭トレードでミネソタ・ツインズに移籍し、傘下AAA級ロチェスター・レッドウイングスに所属した。移籍後は打率.187と低迷し、7月7日に解雇された。

### メキシカンリーグ時代
2019年2月13日にメキシコに帰化し、リーガ・メヒカーナ・デ・ベイスボル（メキシカンリーグ）のモンクローバ・スティーラーズと契約。1年目ながら49本、119打点でチームを牽引し、王者を決めるセリエ・デル・レイでも勝利して、チーム初のリーグ優勝に貢献した。
2020年は新型コロナウイルスの感染拡大の影響でメキシカンリーグが開催されなかったため、公式戦出場の機会はなかった。
2021年は26試合に出場し、打率.242、6本塁打、19打点を記録した。
2022年は70試合に出場し、打率.249、18本塁打、46打点を記録した。
2023年は開幕から9試合に出場して、打率.129、1本塁打、5打点という成績に終わり、5月31日に同リーグのプエブラ・パロッツにレンタル移籍した。プエブラでは調子を取り戻し、54試合に出場して打率.308、21本塁打、59打点という成績を挙げた。リーグの最優秀カムバック選手賞を受賞し、またセリエ・デル・レイではMVPに選出されるなど、チームのリーグ優勝に大きく貢献した。
2024年1月9日にモンクローバ・スティーラーズに復帰した。ここでは34試合に出場して打率.237、8本塁打、26打点を記録した。6月11日にオデュベル・ヘレーラとの交換トレードでプエブラ・パロッツに移籍した。プエブラでは39試合に出場して打率.288、9本塁打、29打点を記録した。
2025年1月15日にカンペチェ・パイレーツにトレード移籍した。 

## 選手としての特徴・人物
巨漢のスラッガーで、メジャーデビュー前は「右のライアン・ハワード」と称されていた。
2016年のブルワーズ時代に本塁打王に輝いたが、「低打率・高三振」であることから、2016年のオフシーズン以後、契約締結に苦戦するようになり、また、日本球界（NPB）への移籍が繰り返しささやかれるようになっている。

## 詳細情報

### 年度別打撃成績
| 年 度    | 球 団    | 試 合 | 打 席 | 打 数 | 得 点 | 安 打 | 二 塁 打 | 三 塁 打 | 本 塁 打 | 塁 打 | 打 点 | 盗 塁 | 盗 塁 死 | 犠 打 | 犠 飛 | 四 球 | 敬 遠 | 死 球 | 三 振 | 併 殺 打 | 打 率 | 出 塁 率 | 長 打 率 | O P S |
| -------- | -------- | ----- | ----- | ----- | ----- | ----- | -------- | -------- | -------- | ----- | ----- | ----- | -------- | ----- | ----- | ----- | ----- | ----- | ----- | -------- | ----- | -------- | -------- | ----- |
| 2010     | OAK      | 24    | 78    | 70    | 8     | 13    | 1        | 0        | 3        | 23    | 7     | 1     | 0        | 0     | 1     | 7     | 0     | 0     | 21    | 3        | .186  | .256     | .329     | .585  |
| 2011     | OAK      | 15    | 46    | 44    | 2     | 6     | 0        | 0        | 0        | 6     | 0     | 0     | 0        | 0     | 0     | 2     | 0     | 0     | 21    | 1        | .136  | .174     | .136     | .310  |
| 2012     | OAK      | 67    | 260   | 218   | 38    | 52    | 12       | 0        | 16       | 112   | 39    | 0     | 0        | 0     | 3     | 39    | 1     | 0     | 83    | 4        | .239  | .350     | .514     | .864  |
| 2013     | HOU      | 148   | 585   | 506   | 64    | 113   | 24       | 2        | 29       | 228   | 82    | 2     | 0        | 0     | 5     | 70    | 1     | 4     | 212   | 8        | .223  | .320     | .451     | .770  |
| 2014     | HOU      | 145   | 572   | 507   | 68    | 115   | 21       | 1        | 37       | 249   | 88    | 5     | 2        | 0     | 4     | 56    | 6     | 5     | 182   | 12       | .227  | .308     | .491     | .799  |
| 2015     | HOU      | 129   | 460   | 391   | 50    | 78    | 17       | 0        | 24       | 167   | 64    | 1     | 2        | 0     | 5     | 57    | 1     | 6     | 151   | 5        | .199  | .307     | .427     | .734  |
| 2016     | MIL      | 160   | 644   | 549   | 84    | 122   | 27       | 1        | 41       | 274   | 94    | 3     | 1        | 0     | 10    | 76    | 1     | 9     | 206   | 18       | .222  | .321     | .499     | .821  |
| 2017     | NYY      | 62    | 208   | 184   | 20    | 37    | 5        | 1        | 8        | 71    | 26    | 0     | 0        | 0     | 2     | 20    | 0     | 2     | 76    | 5        | .201  | .284     | .370     | .653  |
| MLB：8年 | MLB：8年 | 750   | 2853  | 2469  | 334   | 536   | 107      | 5        | 158      | 1127  | 400   | 12    | 5        | 0     | 30    | 327   | 10    | 26    | 951   | 56       | .217  | .312     | .456     | .768  |

- 2020年度シーズン終了時
- 各年度の太字はリーグ最高

### 年度別守備成績
内野守備
| 年 度 | 球 団 | 一塁（1B） | 一塁（1B） | 一塁（1B） | 一塁（1B） | 一塁（1B） | 一塁（1B） |
| 年 度 | 球 団 | 試 合      | 刺 殺      | 補 殺      | 失 策      | 併 殺      | 守 備 率   |
| ----- | ----- | ---------- | ---------- | ---------- | ---------- | ---------- | ---------- |
| 2011  | OAK   | 11         | 64         | 4          | 1          | 5          | .986       |
| 2012  | OAK   | 55         | 433        | 14         | 6          | 29         | .987       |
| 2013  | HOU   | 61         | 472        | 17         | 2          | 45         | .996       |
| 2014  | HOU   | 14         | 123        | 12         | 3          | 13         | .978       |
| 2015  | HOU   | 115        | 911        | 67         | 8          | 85         | .992       |
| 2016  | MIL   | 155        | 1316       | 73         | 11         | 122        | .992       |
| 2017  | NYY   | 56         | 391        | 22         | 4          | 31         | .990       |
| MLB   | MLB   | 466        | 3706       | 208        | 35         | 330        | .991       |

外野守備
| 年 度 | 球 団 | 左翼（LF） | 左翼（LF） | 左翼（LF） | 左翼（LF） | 左翼（LF） | 左翼（LF） | 右翼（RF） | 右翼（RF） | 右翼（RF） | 右翼（RF） | 右翼（RF） | 右翼（RF） |
| 年 度 | 球 団 | 試 合      | 刺 殺      | 補 殺      | 失 策      | 併 殺      | 守 備 率   | 試 合      | 刺 殺      | 補 殺      | 失 策      | 併 殺      | 守 備 率   |
| ----- | ----- | ---------- | ---------- | ---------- | ---------- | ---------- | ---------- | ---------- | ---------- | ---------- | ---------- | ---------- | ---------- |
| 2010  | OAK   | 22         | 25         | 0          | 2          | 0          | .926       | -          | -          | -          | -          | -          | -          |
| 2013  | HOU   | 49         | 55         | 0          | 2          | 0          | .965       | 2          | 6          | 0          | 1          | 0          | .857       |
| 2014  | HOU   | 6          | 12         | 0          | 0          | 0          | 1.000      | -          | -          | -          | -          | -          | -          |
| 2017  | NYY   | -          | -          | -          | -          | -          | -          | 2          | 0          | 0          | 0          | 0          | ----       |
| MLB   | MLB   | 77         | 92         | 0          | 4          | 0          | .958       | 4          | 6          | 0          | 1          | 0          | .857       |

- 2020年度シーズン終了時
- 各年度の太字はリーグ最高

### タイトル
- 本塁打王：1回（2016年）

### 背番号
- 22（2010年 - 2012年）
- 23（2013年 - 2015年）
- 33（2016年）
- 48（2017年）